# Hispania F111
El Hispania F111 es el monoplaza con el cual compitió en la temporada 2011 de Fórmula 1 el equipo HRT. Fue pilotado por Vitantonio Liuzzi, Daniel Ricciardo y Narain Karthikeyan, alternándose las labores de tercer piloto entre estos dos últimos.
Dado su escaso rendimiento, el F111 fue un habitual del farolillo rojo, tanto de clasificación como de carrera, siendo sus rivales principales los T128 de Lotus y MVR-02 de Virgin.

## Presentación
El F111 se presentó el 8 de febrero de 2011 de manera virtual, mediante la publicación de unas fotos en la página web del equipo, en principio, a tiempo para ir a los test en Jerez. Sin embargo, el equipo anunció que el coche no sería llevado a pista hasta los últimos test, en Baréin.

## Debut
Por falta de piezas en el último día de test de pretemporada, el F111 no recorrió sus primeros metros hasta los instantes finales de los segundos libres en Australia, de la mano de Vitantonio Liuzzi. No obstante, ninguno de los dos pilotos no pudieron participar en el Gran Premio tras no clasificarse por debajo del 107% del mejor tiempo de la Q1, debido a que el alerón delantero de 2011 no había superado los crash-test de la FIA y debieron usar los de la temporada 2010.

## Diseño
Los renders por ordenador que el fabricante ha publicado dejan ver el continuismo con respecto al modelo del año anterior en la delantera, con unos hombros muy pronunciados en el frontal. De todas formas, el conjunto parece más trabajado que en el F110. El alerón delantero contaba con muchos más aletines y líneas curvas. Además, los pontones laterales se encontraban elevados, siguiendo el aspecto del McLaren MP4-25, y además mostraba una aleta de tiburón cortada verticalmente, según dictaban las normas para la temporada 2011, otorgándole así un parecido al Red Bull RB7. Para adaptarse a las nuevas normativas, también se ha aprovechado la posibilidad de incluir un alerón trasero móvil para facilitar los adelantamientos. El chasis del F111 se fabricaba en Austria por la empresa CarboTech.
En su interior, para ganar en fiabilidad con respecto al F110, la escudería optó por acudir a otro equipo más veterano y experto, Williams F1, para que les suministraran la caja de cambios y varios sistemas hidráulicos de su FW33.
La escudería ha decidido no usar para este modelo el KERS debido a su elevado coste económico con respecto al aumento de prestaciones que ofrece. Esta decisión ha sido unánime junto a las otras dos escuderías menores, Marussia Virgin y Team Lotus. De todas formas, Mike Gallagher, director de operaciones de Cosworth, también ha afirmado que tanto Hispania como Virgin están interesadas en adquirir el sistema para la siguiente temporada.

## Decoración y patrocinadores
Si por algo destaca el F111, es por su llamativa decoración, que la diseñó Daniel Simon (famoso diseñador vinculado al mundo del cine) e incluyó anuncios como "esto puedo ser tuyo", para llamar la atención de posibles patrocinadores que quieran colocar su logo en los monoplazas, así como pequeñas leyendas en clave de humor repartidas por todo el monoplaza. De momento, el único patrocinador del F111 es la empresa de automóviles Tata, que también patrocina a Ferrari; amén del patrocinador común y proveedor único de neumáticos Pirelli y del suministrador de motores Cosworth.
Este diseño se basa en la inclusión de una bandera a cuadros distribuida por toda la carrocería y zonas separadas de color rojo en los pontones laterales, la cubierta del motor, el alerón trasero y el morro.
Principales patrocinadores: Tata, Tata Motors, BPCL Speed, Panda y Pitwalk, revista alemana de coches.
En la carrera de Australia el coche llevaba además de los citados patrocinadores, los logos de Aseca, compañía suiza de productos de desinfectación de bacterias, gérmenes y virus en los bajos del coches.
En la carrera de Mónaco el coche llevaba además los logos de FINO SARL, joyería italiana, en los bajos del coches, además VITADYN Vitamina de PhytoGarda  compañía italiana.
En la carrera de Canadá firma dos nuevos patrocinadores IMAR CONSTRUZIONI y además RA&F VERONA lo que supone un avance para el equipo.

## Resultados
(Clave) (negrita indica pole position) (cursiva indica vuelta rápida)
| Año  | Motor                  | Neu. | N.º | Pilotos            | 1   | 2   | 3   | 4   | 5   | 6   | 7   | 8   | 9   | 10  | 11  | 12  | 13  | 14  | 15  | 16  | 17  | 18  | 19  | Puntos | Pos.  |
| ---- | ---------------------- | ---- | --- | ------------------ | --- | --- | --- | --- | --- | --- | --- | --- | --- | --- | --- | --- | --- | --- | --- | --- | --- | --- | --- | ------ | ----- |
| 2011 | Cosworth CA2011 2.4 V8 | P    |     |                    | AUS | MYS | CHN | TUR | ESP | MON | CAN | EUR | GBR | GER | HUN | BEL | ITA | SIN | JPN | RCO | IND | ABU | BRA | 0      | 11.º† |
| 2011 | Cosworth CA2011 2.4 V8 | P    | 22  | Narain Karthikeyan | DNQ | Ret | 23  | 21  | 21  | 17  | 17  | 24  |     |     |     |     |     |     |     |     | 17  |     |     | 0      | 11.º† |
| 2011 | Cosworth CA2011 2.4 V8 | P    | 22  | Daniel Ricciardo   |     |     |     |     |     |     |     |     | 19  | 19  | 18  | Ret | NC  | 19  | 22  | 19  |     | Ret | 20  | 0      | 11.º† |
| 2011 | Cosworth CA2011 2.4 V8 | P    | 23  | Daniel Ricciardo   |     |     |     |     |     |     |     |     |     |     |     |     |     |     |     |     | 18  |     |     | 0      | 11.º† |
| 2011 | Cosworth CA2011 2.4 V8 | P    | 23  | Vitantonio Liuzzi  | DNQ | Ret | 22  | 22  | Ret | 16  | 13  | 23  | 18  | Ret | 20  | 19  | Ret | 20  | 23  | 21  |     | 20  | Ret | 0      | 11.º† |

- ≠ El piloto no acabó el Gran Premio, pero se clasificó al completar el 90% de la distancia total.
- † A igualdad de puntos a final de temporada, Team Lotus acabó en la décima posición de constructores en virtud de sus tres decimoterceros puestos durante la temporada, por solamente una de Hispania, que a su vez superó el mejor puesto de Virgin, un decimocuarto.

## Pretemporada 2012

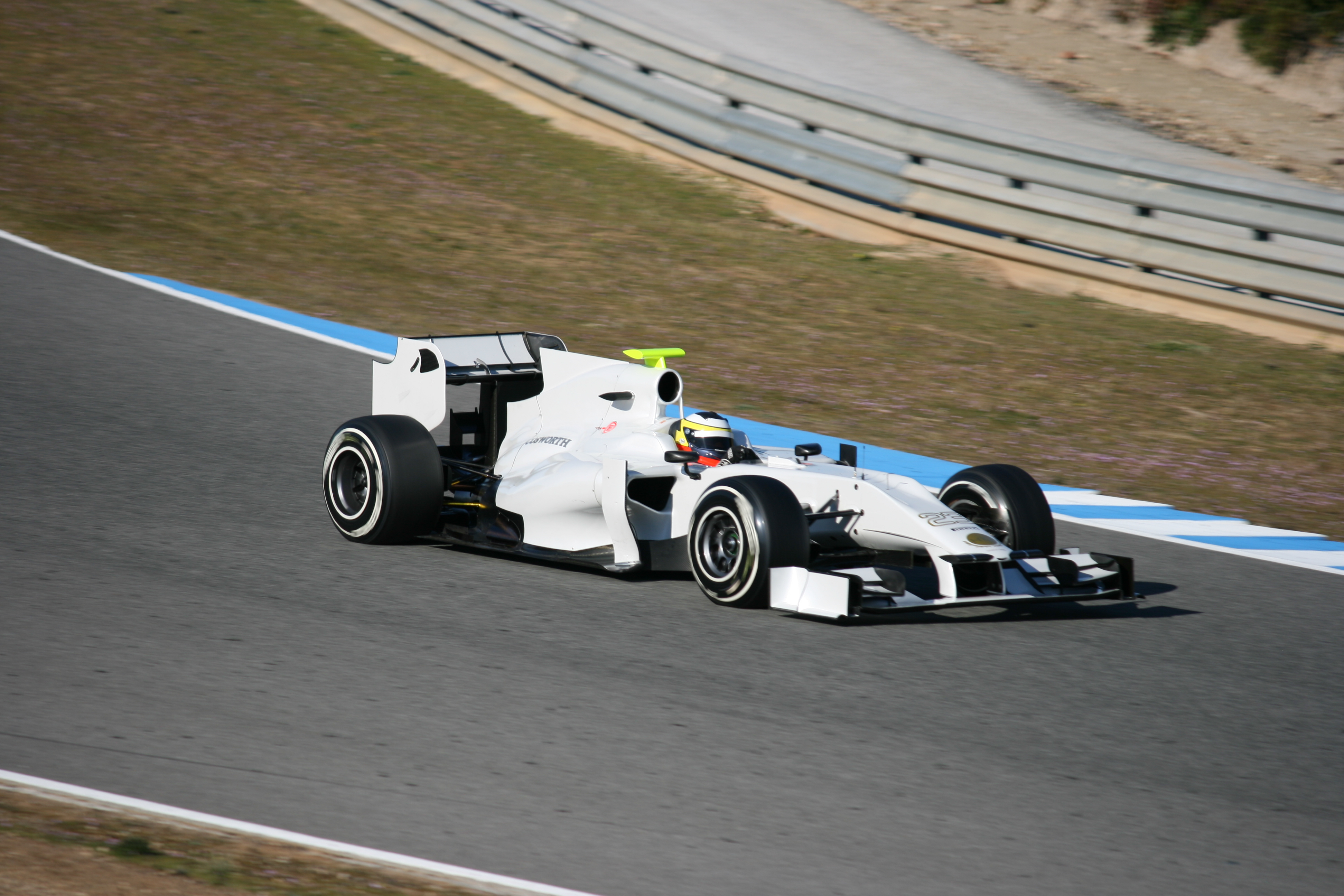
F111 durante la pretemporada en Jerez.

El equipo Hispania, renombrado como HRT por sus nuevos propietarios, Thesan Capital, no tenía preparado el monoplaza para la siguiente temporada, el F112, para las primeras pruebas de pretemporada en el Circuito de Jerez, por lo que proveyó al piloto Pedro de la Rosa con el F111, sin apenas patrocinadores, pintado completamente de color blanco, y con nuevos logotipos de color dorado. No se prevé que Karthikeyan pilote este coche, pues se espera que el F112 esté listo para su llegada.

## Legado
Los monoplazas supervivientes y todo el utillaje relacionado fue vendido a Teo Martín, quien lo adquirió por un precio simbólico.